# Petar Đirlić
Petar Đirlić (ur. 27 maja 1997 w Splicie) – chorwacki siatkarz, reprezentant Chorwacji, grający na pozycji atakującego.

## Sukcesy klubowe
Liga chorwacka:
- 2014, 2015, 2016, 2017

Puchar Słowenii:
- 2018, 2019, 2020[8]

Liga Środkowoeuropejska - MEVZA:
- 2019, 2020[9]
- 2018

Liga słoweńska:
- 2018, 2019, 2020[10]

Klubowe Mistrzostwa Azji:
- 2023[11]

Liga włoska:
- 2025[12]
- 2024[13]

Puchar Włoch:
- 2025[14]

Puchar Challenge:
- 2025[15]

## Sukcesy reprezentacyjne
Liga Europejska - Srebrna:
- 2018[16]

Liga Europejska:
- 2024[17]
- 2022[18], 2023[19]

Igrzyska Śródziemnomorskie:
- 2022[20]